# Помірні ліси Фіордленду
Помірні ліси Фіордленду (ідентифікатор WWF: AA0403) — австралазійський екорегіон помірних широколистяних та мішаних лісів, розташований на півдні Нової Зеландії.

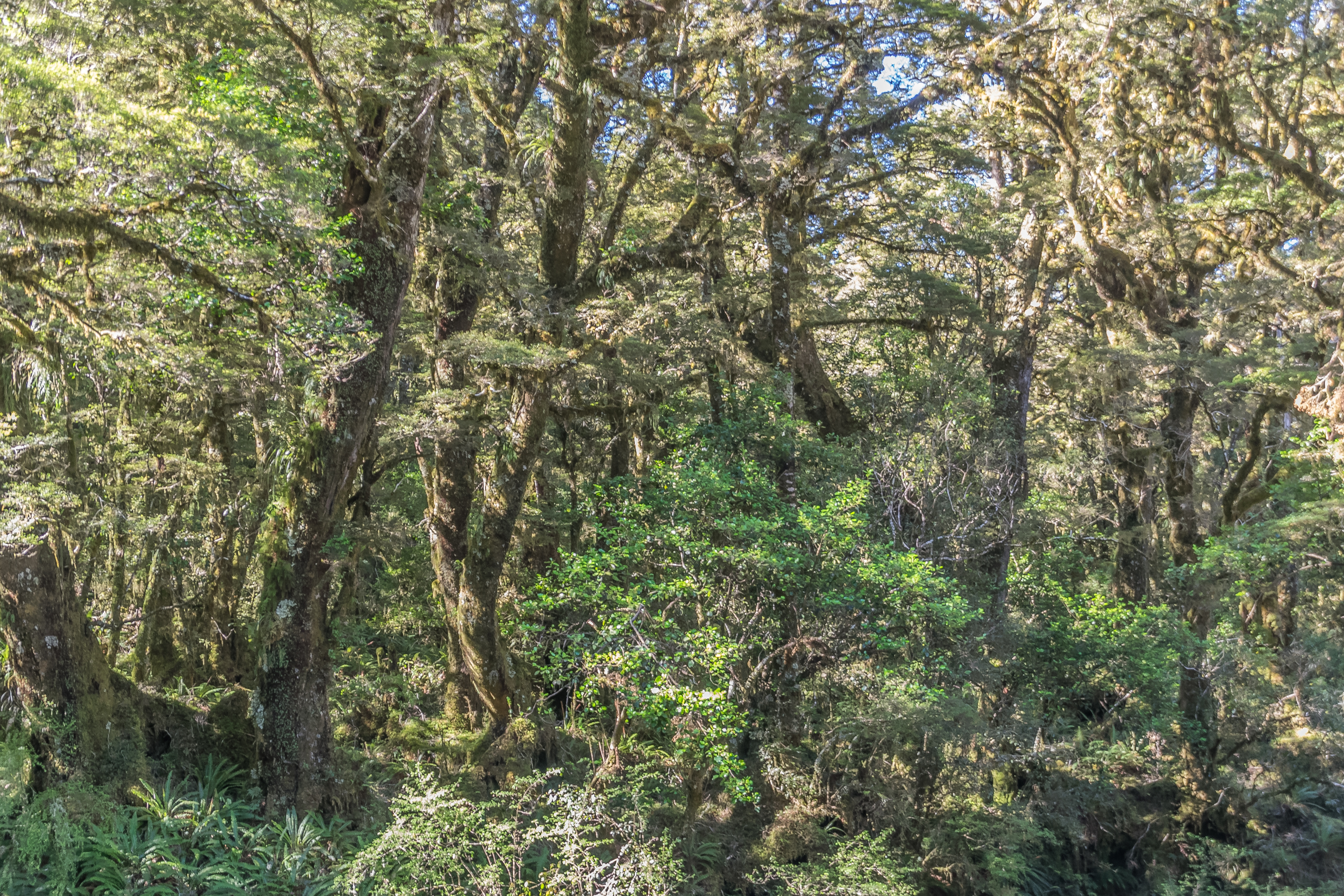
Буковий ліс у Національному парку Фіордленд

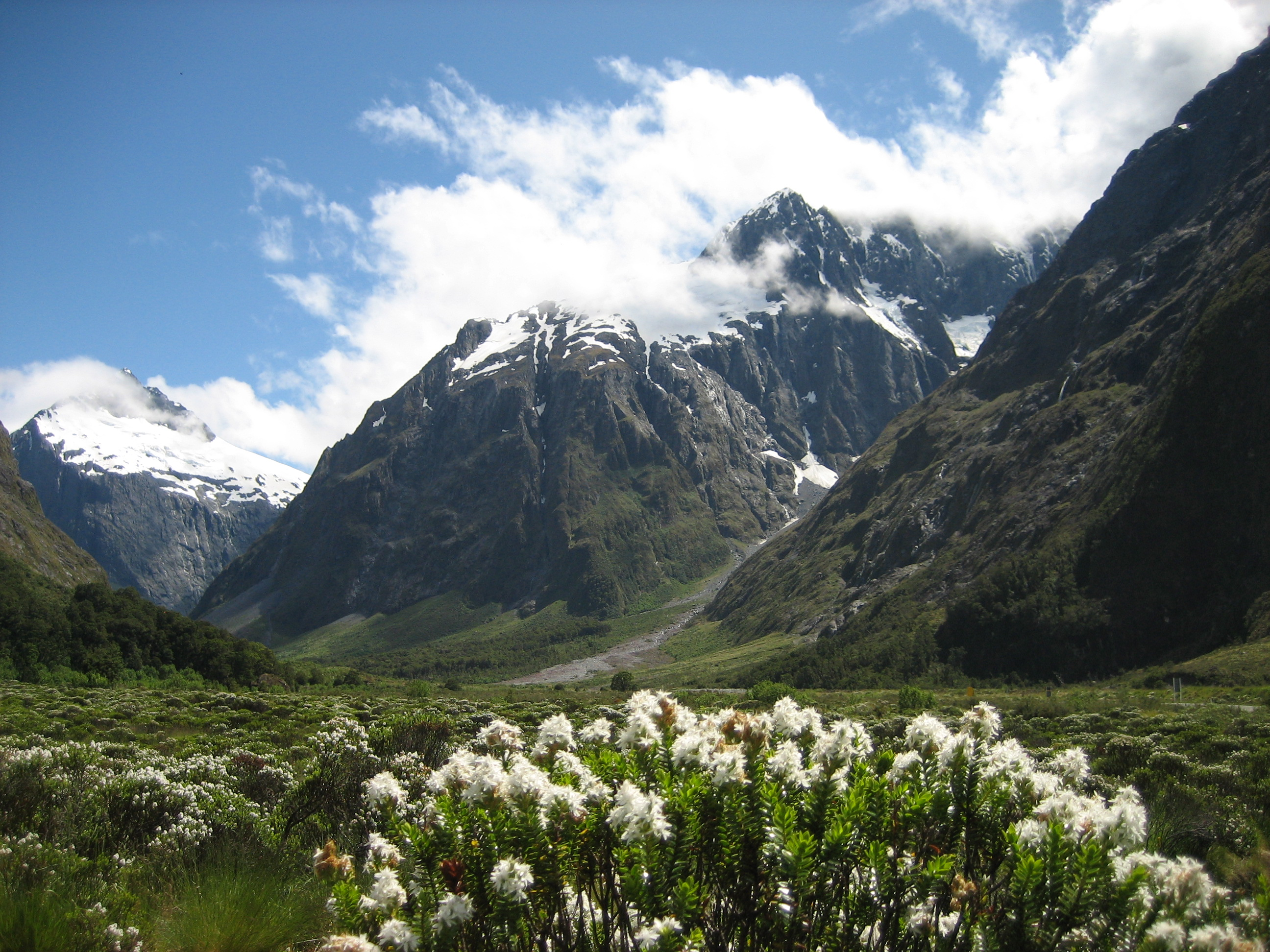
Ландшафт Національного парку Фіордленд

## Географія
Екорегіон помірних лісів Фіордленду охоплює регіон Фіордленд, розташований на південному заході Південного острова Нової Зеландії, на заході адміністративного регіону Саутленд. Цей дикий, практично безлюдний регіон включає засніжені вершини гір, фіорди зі стрімкими схилами, глибокі озера, густі ліси та купинні луки. Через важкодоступність регіону його ліси ніколи не піддавалися масовій вирубці, і навіть китобійний промисел, полювання на тюленів та видобуток корисних копалин в минулому відбувалися в обмежених масштабах.
Південний острів Нової Зеландії є частиною континенту Зеландія — фрагменту стародавнього суперконтиненту Гондвана. Зеландія відокремилася від Австралії 85-60 мільйонів років тому, однак була майже повністю затоплена водами Тихого океану приблизно 23 мільйони років тому. Взаємодія Індо-Австралійської та Тихоокеанської літосферних плит уздовж Альпійського трансформного розлому призвела до активного гороутворення та до підняття Південного острова.
Фіордленд має переважно гористий рельєф, а його найвищою вершиною є вкрита льодовиком гора Тутоко заввишки 2723 м. З геологічної точки зору основу гір регіону складають дуже тверді кристалічні метаморфічні та магматичні породи — граніти та гнейси, які є відносно стійкими до ерозії. Під час останнього льодовикового періоду гори регіону були вкриті льодовиками, які залишили тут вражаючі льодовикові форми рельєфу — U-подібні долини (троги), фіорди глибиною до 250 м, оточені морськими скелями заввишки до 2000 м, гірські льодовикові озера, розташовані у западинах цирків, зандри, та водоспади, які різко спадають з підвішених долин. Однак є докази того, що деякі території Фіордленду у плейстоцені залишалися вільними від льодовиків і виступали важливими рефугіумами для біоти регіону.
На північ від екорегіону, на території Вест-Косту, поширені помірні ліси Вестленду, а на схід від нього, на решті Саутленду, — помірні ліси Саутленду. У горах Південних Альп, розташованих на північний схід від Фіордленду, ліси екорегіону переходять у гірські луки Південного острова.

## Клімат
На низьких висотах екорегіону переважає помірний морський клімат (Cfb за класифікацією кліматів Кеппена), а в горах — субполярний океанічний клімат (Cfc за класифікацією Кеппена) або тундровий клімат (ET за класифікацією Кеппена). Влітку середня температура тут становить від 10 °C до 18 °C, а взимку — від 1 °C до 9 °C, однак взимку температура може опускатися нижче 0 °C, а в горах регулярно випадає сніг. З Тасманового моря на заході до Фіордленду дмуть західні вітри, які приносять теплі й вологі повітряні маси. Підіймаючись вверх по схилах гір, вони охолоджуються та формують рясні орографічні опади, кількість яких досягає 8000 мм на рік в районі фіорду Мілфорд-Саунд та 11 000 мм на західних схилах гір. Середньорічна кількість опадів зменшується із заходу на схід, тому в місті Те-Анау, розташованому на східній межі регіону, вона становить близько 1200 мм .

## Флора
В межах екорегіону зустрічаються різні рослинні угруповання, розподіл яких залежить від висоти над рівнем моря, кількості опадів та ґрунтів. Різноманіття природних екосистем Фіордленду сприяє високому біорізноманіттю екорегіону, а ізоляція регіону — високому рівню ендемізму. Загалом у Фіордленді зустрічається близько 700 видів рослин, зокрема 24 види альпійських рослин.
Основними рослинними угрупованнями екорегіону є густі букові ліси, у яких домінують різні види нотофагусів або південних буків (Nothofagus spp.). У прибережних районах Фіордленду переважають холодостійкі сріблясті буки (Nothofagus menziesii), у внутрішніх долинах — червоні буки (Nothofagus fusca), а на більших висотах у сухішій східній частині регіону — гірські буки (Nothofagus cliffortioides). В підліску букових лісів зустрічаються різноманітні чагарники та папороті, зокрема новозеландські коронні папороті (Lomaria discolor). На морських терасах, розташованих поблизу річки Вайтуту на південному сході регіону, ростуть мішані подокарпово-букові ліси, у яких переважають новозеландські ріму (Dacrydium cupressinum) з родини подокарпових (Podocarpaceae). У районах, де переважають ультраосновні породи або неглибокі ґрунти, зустрічаються пустища.
На висоті понад 1000 м над рівнем моря, вище верхньої межі лісу, зустрічаються великі ділянки альпійських купинних луків, а також невеликі карові озера та болота. На луках Вестленду зустрічається дев'ять видів снігових купинників (Chionochloa spp.) та різноманітні альпійські трави. Серед ендемічних пенальпійських та альпійських рослин, поширених у високогір'ях Фіордленду, слід відзначити такахейську спис-траву (Aciphylla takahea) та недоступну новозеландську айстру (Celmisia inaccessa).
У Фіордленді є багато річок та озер, зокрема три найглибші озера Нової Зеландії — Хауроко, Манапоурі та Те-Анау. Навколо озер зустрічається різноманітна водно-болотна рослинність, зокрема деякі види, що перебувають під загрозою зникнення, та кілька місцевих ендеміків, таких як лінійні стокротки (Brachyscome linearis), жовтці Ранса (Ranunculus ranceorum) та південні невиразні трітурії (Trithuria inconspicua subsp. brevistyla).

## Фауна
У незайманих лісах Фіордленду зустрічається низка рідкісних видів птахів, зокрема нелітаючі південні такахе (Porphyrio hochstetteri), найбільші пастушки світу. Цей вид близько 50 років вважався вимерлим, доки у 1948 році кілька пар південних тахаке не буди виявлені в горах Мерчісон. Станом на 2019 рік популяція такахе в горах Мерчісон нараховує лише 180 особин. Серед інших рідкісних лісових птахів, поширених в екорегіоні, слід відзначити бурих ківі (Apteryx australis) та білоголових несторів (Nestor meridionalis), а серед більш поширених птахів — новозеландських пінонів або кереру (Hemiphaga novaeseelandiae), новозеландських соколів (Falco novaeseelandiae), морепорків (Ninox novaeseelandiae), священних альціонів (Todiramphus sanctus), стрільців (Acanthisitta chloris), пое (Prosthemadera novaeseelandiae), новозеландських макомако (Anthornis melanura), сірих ріроріро (Gerygone igata), новозеландських могуа (Mohoua novaeseelandiae), новозеландських віялохвісток (Rhipidura fuliginosa), великоголових тоутоваї (Petroica macrocephala), білолобих тоутоваї (Petroica australis) та сивоспинних окулярників (Zosterops lateralis). В гірських лісах Фіордленду зустрічаються рідкісні жовтолобі какарікі (Cyanoramphus auriceps) та кеа (Nestor notabilis), а на берегах гірських річок — рідкісні новозеландські качки (Hymenolaimus malacorhynchos). Новозеландські коелі (Urodynamis taitensis) та смугастощокі дідрики (Chrysococcyx lucidus) гніздяться в лісах регіону, однак взимку щороку мігрують до островів Океанії. На морських узбережжях Фіордленду гніздяться численні морські птахи, зокрема майже ендемічні новозеландські пінгвіни (Eudyptes pachyrhynchus). 
До 1970-х років у лісах Фіордленду все ще зустрічалися нелітаючі папуги какапо (Strigops habroptilus), однак наразі ці птахи в регіоні вимерли і збереглися лише на невеликих, вільних від хижаків острівцях, куди вони були навмисно випущені природоохоронцями. Популяції багатьох новозеландських птахів наразі стрімко скорочуються внаслідок хижацтва з боку численних інтродукованих хижаків, зокрема здичавілих котів (Felis catus), малих пацюків (Rattus exulans), сірих пацюків (Rattus norvegicus), чорних пацюків (Rattus rattus), горностаїв (Mustela erminea), лісових тхорів (Mustela putorius furo), малих ласиць (Mustela nivalis) та лисячих кузу (Trichosurus vulpecula). Поява цих тварин у Новій Зеландії вже призвела до вимирання низки місцевих видів птахів, зокрема новозеландських перепілок (Coturnix novaezelandiae), новозеландських еготело (Aegotheles novaezealandiae), новозеландських лунів (Circus teauteensis), новозеландських сов (Sceloglaux albifacies), чагарникових гонців (Xenicus longipes), великоногих гонців (Xenicus yaldwyni), довгодзьобих гонців (Dendroscansor decurvirostris), південних піопіо (Turnagra capensis), червонощоких коральників (Callaeas cinereus) та новозеландських круків (Corvus antipodum). Велетенські широкодзьобі моа (Euryapteryx curtus), східні моа (Emeus crassus), чубаті моа (Pachyornis australis), південні кремезні моа (Dinornis robustus), великоногі моа (Pachyornis elephantopus) та чагарникові моа (Anomalopteryx didiformis), а також великі нелітаючі південні апторніси (Aptornis defossor) також вимерли приблизно у XIV—XV століттях внаслідок полювання на них з боку маорі. У свою чергу, це призвело до вимирання велетенських орлів Хааста (Harpagornis moorei) — найбільших голоценових хижих птахів, які мали розмах крил до 2,6 м і полювали переважно на нелітаючих моа.
Єдиними місцевими видами ссавців в екорегіоні є новозеландські лилики (Chalinolobus tuberculatus) та малі футлярокрили (Mystacina tuberculata). Раніше в екорегіоні також зустрічалися великі футлярокрили (Mystacina robusta), однак наразі ці тварини у Фіордленді вимерли. Герпетофауна екорегіону також не вирізняється високим різноманіттям: єдиним місцевим видом плазунів у Фіордленді є ендемічні фіордлендські сцинки (Oligosoma acrinasum) та те-кахакуйські сцинки (Oligosoma tekakahu), поширені на скелястих прибережних острівцях. В регіоні зустрічається близько 3000 видів комах, з яких близько 10 % є ендеміками.

## Збереження
Основною загрозою для збереження природи регіону є поширення інтродукованих тварин, таких як хижі пацюки, коти, тхори та горностаї, які є причиною скорочення популяцій місцевих тварин та вимирання низки видів, а також благородні олені (Cervus elaphus), які завдають шкоди альпійській рослинності. Пожежі та вторгнення бур'янів є меншою проблемою, ніж в інших регіонах Нової Зеландії, через здебільшого недоторкану природу екорегіону, його віддаленість та дуже вологий клімат.
Оцінка 2017 року показала, що 10 728 км², або 99 % екорегіону, є заповідними територіями. Майже весь екорегіон, за винятком деяких районів на південному сході, розташований в межах Національного парку Фіордленд, найбільшого національного парку Нової Зеландії. У 1990 році національний парк Фіордленд був внесений до списку Світової спадщини ЮНЕСКО як частина регіону Те-Вахіпоунаму, який охоплює захід та південний захід Південного острова.